# Ferrante Vincenzo Gonzaga
Ferrante Vincenzo Gonzaga del Vodice, italijanski general, * 1889, † 1943.